# Rathaus Feldmoching

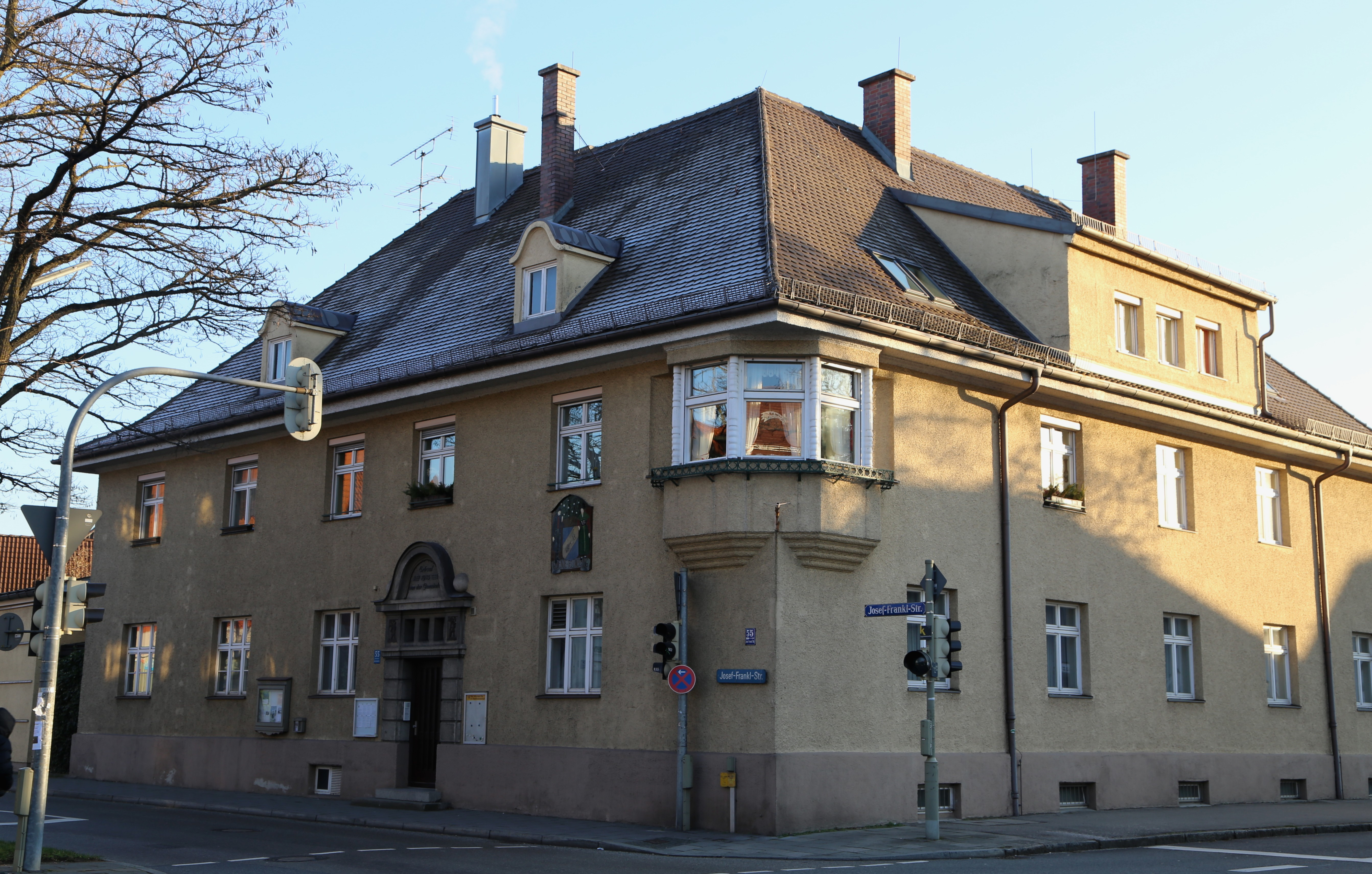
Ehemaliges Rathaus von Feldmoching

Das Rathaus Feldmoching, auch Gemeindehaus genannt, war das Rathaus der Gemeinde Feldmoching, die 1938 nach München eingemeindet wurde. Das Gebäude ist als Baudenkmal in die Bayerische Denkmalliste eingetragen.

## Lage
Das ehemalige Rathaus liegt im Münchner Stadtbezirk Feldmoching-Hasenbergl an der Einmündung der Josef-Frankl-Straße in die  Feldmochinger Straße. Gegenüber dieser Einmündung liegt die Pfarrkirche St. Peter und Paul mit dem alten Friedhof. Hier war der alte Ortskern der ehemaligen Gemeinde Feldmoching.

## Geschichte
Das Bauwerk wurde zu Beginn des 20. Jahrhunderts (bezeichnet ist es mit 1913) in leicht historisierendem Stil als Gemeindehaus für die ehemalige Gemeinde Feldmoching errichtet. Es war der Amtssitz des Bürgermeisters und Tagungsort des Gemeinderats. Nach der Eingemeindung Feldmochings 1938 nach München wurde es zum Sitz der Bezirksinspektion.

## Beschreibung

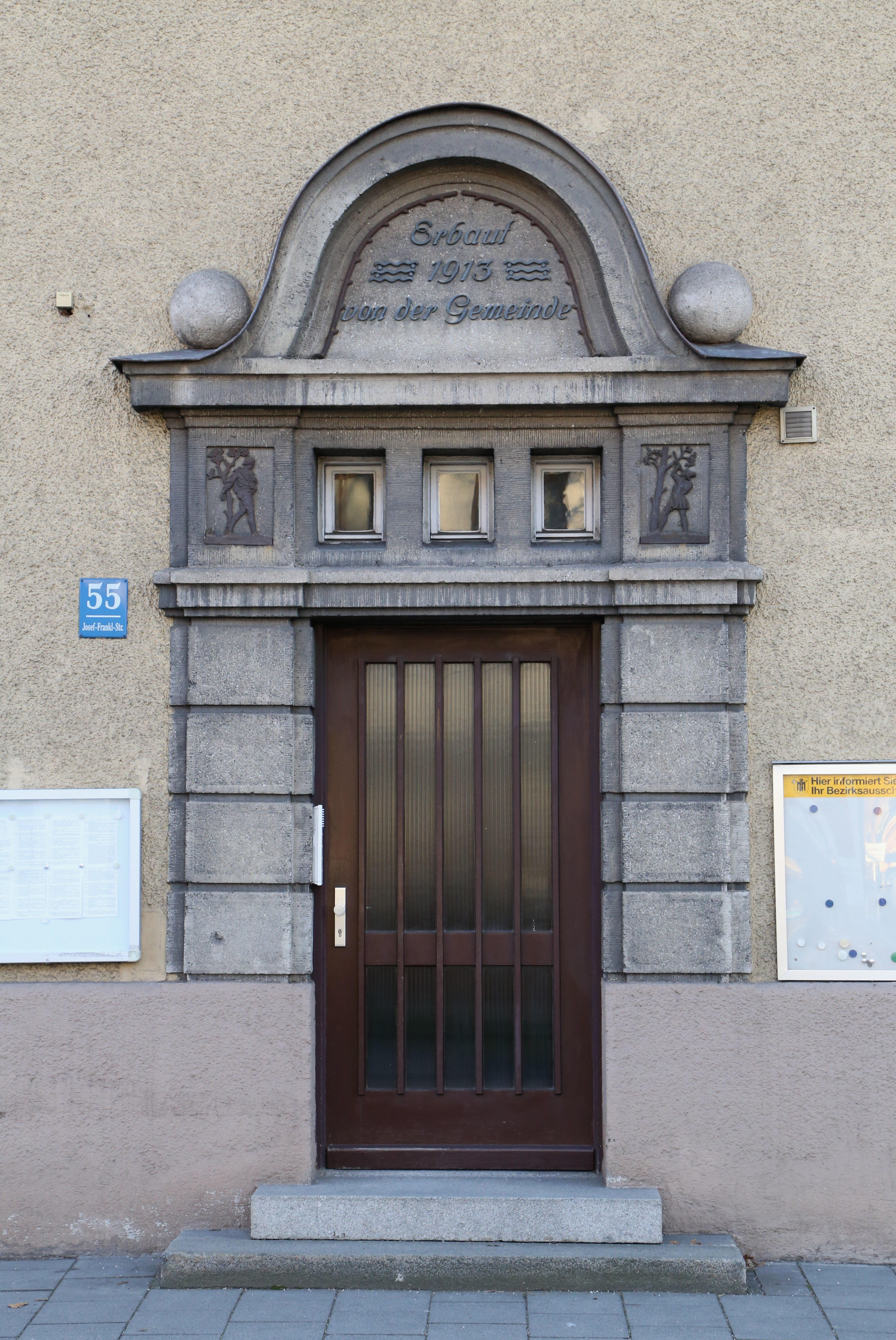
Steinernes Portal

Das Gebäude hat einen L-förmigen Grundriss, dessen beide etwa 25 m lange und 15 m tiefe Flügel sich jeweils entlang der Josef-Frankl-Straße im Norden und der Feldmochinger Straße im Süden erstrecken. Es hat zwei Geschosse und trägt ein ebenfalls L-förmiges Walmdach. Beide Flügel haben auf der Straßenseite jeweils fünf Fensterachsen, auf der Seite des durch den L-förmigen Grundriss gebildeten Innenhofs jeweils zwei.
Das Haus hat einen Sockelbereich mit Kellerfenstern, ansonsten ist die Fassade ungegliedert. Beidseitig des Westflügels an der Feldmochinger Straße trägt das Obergeschoss polygonale Eckerker. Der Haupteingang an der Josef-Frankl-Straße ist von einem steinernen Portal umfasst. Zwischen den beiden Fenstern der rechts neben dem Portal liegenden Achse zeigt eine Tafel das von einem Mann und einer Frau flankierte Wappen der ehemaligen Gemeinde Feldmoching.

## Nutzung
Das Erdgeschoss des Bauwerks wird von der Abteilung Feldmoching der Feuerwehr München genutzt. Zwei Einsatzfahrzeuge sind im Nordflügel untergebracht, die Tore führen auf den Innenhof. Für das dritte Einsatzfahrzeug wurde östlich des Gebäudes eine einzeln stehende Garage errichtet, deren Ausfahrt ebenfalls auf den Innenhof führt.
In den ehemaligen Räumen der Bezirksinspektion im ersten Stock hat seit 2007 der im Jahr 1990 gegründete Kulturhistorische Verein Feldmoching seinen Sitz und betreibt dort einen Kulturraum für Ausstellungen und Veranstaltungen. Dort lagert auch ein Großteil der Sammlung des Vereins, die ein Foto-Archiv mit 6490 Fotos umfasst, vereinzelt auch mit Aufnahmen aus dem 19. Jahrhundert, viele Video- und Tonaufnahmen, fast 1800 historische Schriftstücke und rund 6000 Exemplare in einem Literatur-Archiv mit Büchern, Zeitungsartikeln oder Pfarrnachrichten.